# 虚拟红包
虚拟红包是中国各互联网平台于春节期间所发放的礼品，为红包的一种，属于让利网友的一种促销式营销模式。虚拟红包的礼品主要有现金和消费券两种。

## 历史
新浪微博于2011年春节期间首次发放虚拟红包，属于回馈网友的一项传统活动；其红包发放活动名称为“让红包飞”，为中国传统新春佳节注入欢乐喜庆的气氛，此为中国大陆互联网平台首次发放虚拟红包。让红包飞初期礼品有MINI Paceman新车一年免费使用权、HTC智能手机、15天微博会员特权体验、消费券及祝福卡等等。而腾讯的微信自2013年7月底推出“微信支付”功能后，于2014年推出红包功能，此后多家互联网平台跟进送红包活动。2015年中国中央电视台春节联欢晚会期间，更是首创了送红包新媒体互动，节目播出期间微信红包收发总量达6亿次。

## 各平台虚拟红包简介
以2015年春节期间所发放的虚拟红包为例：
- 新浪微博：新浪微博的虚拟红包于2011年首次发放，活动名称为“让红包飞”，初期发放的红包礼品有有MINI Paceman新车一年免费使用权、HTC智能手机、15天微博会员特权体验、消费券及祝福卡等等，每个红包均为100%中奖[2]。由于阿里巴巴集团入股新浪微博，因此自2015年起新浪微博与支付宝首度合作发放虚拟红包，其中现金红包为首次发放，并提供“塞钱”功能（仅限于手机端，并需要将微博升级到最新版）。其他礼品则以消费券为主。另外，红包不能全部中奖。该红包上线仅8小时已经送出549万个红包，陈楚生、张俪、贾乃亮等数十位明星的红包瞬间被抢光，给TFboys成员王俊凯塞钱的粉丝达6600多人。2015年的活动将送出价值超过10亿元人民币的红包（支付宝为6亿）[6]。
- 微信：微信于2014年1月28日推出红包功能[4]，其玩法为：微信用户选择发送红包的数量和金额，以及祝福的话语，通过“微信支付”进行支付，然后发送给好友。由于此功能涉及微信支付，因此使用微信红包需要绑定银行卡才能使用。2015年，微信联合各类商家推出春节“摇红包”活动，将送出金额超过5亿的现金红包，单个最大红包为4999元人民币，另外还有超过30亿的卡券红包[7]。2015年除夕夜，微信红包收发量超10亿个，是2014年的200倍[8]。
- 腾讯QQ：腾讯QQ于2015年宣布决定发放总价值为30亿人民币的红包，邀请各大明星、土豪企业给用户发放QQ“明星红包”和“企业红包”。但仅限于手机端[7]。
- 百度钱包：百度钱包于2015年春节期间推出“现金红包”玩法，用户可以用1分钱赌10000倍的回报[7]。
- 陌陌：陌陌于2015年向用户发放400万红包，系统会挑选活跃的优质群组发放红包。此次红包活动是与支付宝合作推出的，钱款由陌陌与支付宝埋单[9]。
- 京东商城：京东商城的虚拟红包共送出1亿元现金和6亿东券红包[10]。

## 争议

### 支付宝红包难抢事件
2015年2月11日上午10点，支付宝开始举行送现金红包活动。由于当时抢红包的人数太多，导致系统出现了流量控制，造成部分用户无法抢到红包。后支付宝发表声明，对此表示歉意。

### 红包诈骗
由于虚拟红包的关注度广泛提高，因此不法分子会通过虚拟红包进行诈骗。南京市民周女士收到内夹500元代金券的虚拟红包后，却被要求填写个人信息，后被骗1万元人民币。警方表示，正规的虚拟红包，点击就能自动存入相关账号中，不需要填写个人信息，而诈骗红包则会被要求填写个人信息。另外，使用所谓会捆绑恶意木马的“抢红包”的插件，也是被骗的一大原因。
另外，有不法分子还利用文字游戏对“AA收款”功能伪装成红包，导致不少民众上当受骗。中华人民共和国公安部提醒民众不要上当。

### 阿里系红包无法分享到腾讯系平台
2015年2月2日，支付宝钱包优化了春节红包分享功能，新增微信及QQ入口，但在上线后8小时遭到了微信的封杀。

### 公职人员腐败问题
由于虚拟红包的便利性及隐蔽性，加上微信平台上的虚拟红包单个金额最多200元人民币（下同），每天累计金额上限为8000元，更容易让官员放松戒备。因此，中國共產黨中央紀律檢查委員會（中纪委）已将微信红包列入反四风的查处范围。而福建省厦门市纪委、监察局发出通知，严禁公务人员收受微信红包。

## 实名制
根据中国人民银行颁布的《非银行支付机构网络支付业务管理办法》，自2016年7月1日起，网络支付业务需要实名登记后才能使用，由于虚拟红包属于网络支付业务，因此没有实名登记的用户将不能透过第三方支付工具收发虚拟红包。